# بترا كامسترا
بترا كامسترا (بالهولندية: Petra Kamstra) مواليد 18 مارس 1974 في روتردام، هي لاعبة كرة مضرب هولندية سابقة بدأت مسيرتها كمحترفة سنة 1989، اعتزلت اللعب في 1998. أعلى تصنيف لها في الفردي كان المركز الـ 70 في سنة 1995. أعلى تصنيف لها في الزوجي كان المركز الـ 97 في سنة 1995.

## روابط خارجية
- بترا كامسترا على موقع رابطة محترفات التنس (الإنجليزية)
- بترا كامسترا على موقع الاتحاد الدولي لكرة المضرب (الإنجليزية)
- بترا كامسترا على موقع بطولة ويمبلدون (الإنجليزية)
- بترا كامسترا على موقع خلاصة التنس.كوم (الإنجليزية)